# سینت یاکوبی‌پاروخی
سینت یاکوبی‌پاروخی (به هلندی: Sint Jacobiparochie) یک منطقهٔ مسکونی در هلند است که در هت‌بیلت واقع شده‌است. سینت یاکوبی‌پاروخی ۱٬۳۶۵ نفر جمعیت دارد.